# Lugana superiore
Il Lugana superiore è un vino DOC la cui produzione è consentita nelle province di Brescia e Verona.
La denominazione “Superiore” viene attribuita a quei vini che subiscono un affinamento, per almeno un anno, in contenitori che possono essere indifferentemente sia di legno che di acciaio. Il Lugana Superiore si presta molto bene anche al successivo invecchiamento in bottiglia.

## Caratteristiche organolettiche
- colore: paglierino o verdolino con tendenza al giallo leggermente dorato con l'invecchiamento
- odore: delicato, gradevole e caratteristico.
- sapore: morbido, armonico, corposo, con eventuale leggera percezione di legno

## Produzione
Provincia, stagione, volume in ettolitri
- nessun dato disponibile